# Käldö fjärden
Käldö fjärden är en fjärd i Finland. Den ligger i Nagu i landskapet Egentliga Finland, i den sydvästra delen av landet, 160 km väster om huvudstaden Helsingfors.
Käldö fjärden avgränsas av Käldö och Vallmo i söder, Björkholm i väster, Svartholm och Svartö i norr samt Ekholm i öster.